# Mordella moorei
Mordella moorei es una especie de coleóptero de la familia Mordellidae.

## Distribución geográfica
Habita en Australia y Nueva Caledonia.